# Styposis rancho
Styposis rancho är en spindelart som beskrevs av Claude Lévi 1960. Styposis rancho ingår i släktet Styposis och familjen klotspindlar.
Artens utbredningsområde är Venezuela. Inga underarter finns listade i Catalogue of Life.